# کیانتو موتور
کیانتو موتور (انگلیسی: Qiantu Motor) شرکت خودروسازی چینی است، که در سال ۲۰۱۶ تأسیس شد.